# Pinacoteca Ambrosiana (Mailand)
Die Pinacoteca Ambrosiana ist ein Kunstmuseum in Mailand, Italien. Benannt wurde die Pinakothek nach dem Kirchenvater Ambrosius von Mailand, dem Schutzpatron Mailands. Seinen Sitz hat das Museum im „Palazzo dell’ Ambrosiana“, in dem auch die Biblioteca Ambrosiana untergebracht ist.

## Geschichte
Die Gemäldesammlung geht zurück auf eine Stiftung des Kardinals Federico Borromeo (1564–1631), Erzbischof von Mailand, der im Jahr 1618 seine private Sammlung von über 250 Gemälden, Skulpturen und Zeichnungen der Ambrosianischen Bibliothek zur Verfügung stellte. Die Sammlung umfasste Werke bedeutender lombardischer, römischer und venezianischer Meister. Nach den Wünschen des Kardinals sollten die Werke der künstlerischen Ausbildung junger Künstler der Malschule „Accademia Ambrosiana“ dienen, die er drei Jahre später gründen ließ.
Zum ersten Direktor der Akademie und ihrer Kunstsammlung wurde der Maler, Bildhauer und Architekt Giovanni Battista Crespi (1573–1632) ernannt, zu dessen Schülern Daniele Crespi (1597–1630), Giulio Cesare Procaccini (1574–1625) und Pier Francesco Mazzucchelli (genannt Il Morazzone; 1573–1626) zählten.

## Sammlung
Heute umfasst die Sammlung des Museums in 24 Sälen Kunstwerke aus dem 14. bis frühen 20. Jahrhundert. Fünf Säle enthalten die Werke aus der Gründungsschenkung des Kardinals Borromeo.
Auch der übrige Bestand stammt meist aus Schenkungen privater Sammler, darunter der einzige erhaltene Karton für Die Schule von Athen von Raffael, Gipsabgüsse des Laokoon und der Pietà von Michelangelo aus der Sammlung des  Bildhauers Leone Leoni (1509–1590) sowie Gemälde von Sandro Botticelli, Bramantino, Francesco Hayez, Giandomenico Tiepolo und Tizian.
Zu den populärsten Gemälden der Pinakothek zählen das Bildnis eines Musikers von Leonardo da Vinci und der Früchtekorb des Caravaggio.
Interessant, auch aus historischer Sicht, ist die Sammlung von Werkkopien berühmter Gemälde, die von Federico Borromeo für pädagogische Zwecke in Auftrag gegeben wurden, wie ein Konvolut mit Kopien des Abendmahls von Leonardo da Vinci. Das Original aus dem Jahr 1498, im Refektorium des Dominikanerklosters Santa Maria delle Grazie in Mailand, befand sich bereits Anfang des 17. Jahrhunderts in einem außerordentlich schlechten Zustand.

Aus dem Bestand
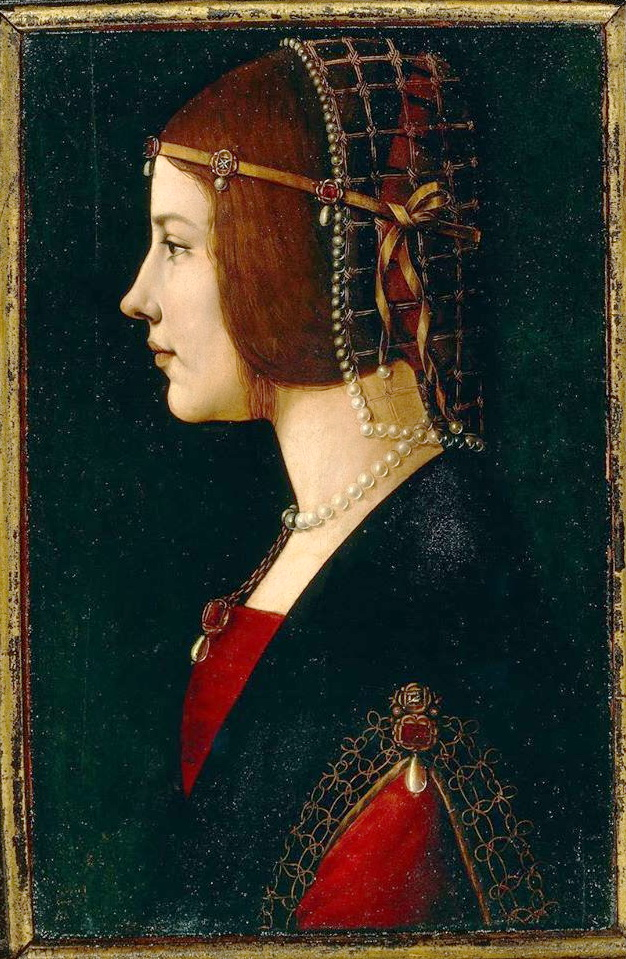
Die Dame mit dem Perlennetz (Ambrogio de Predis, ca. 1485–1500)
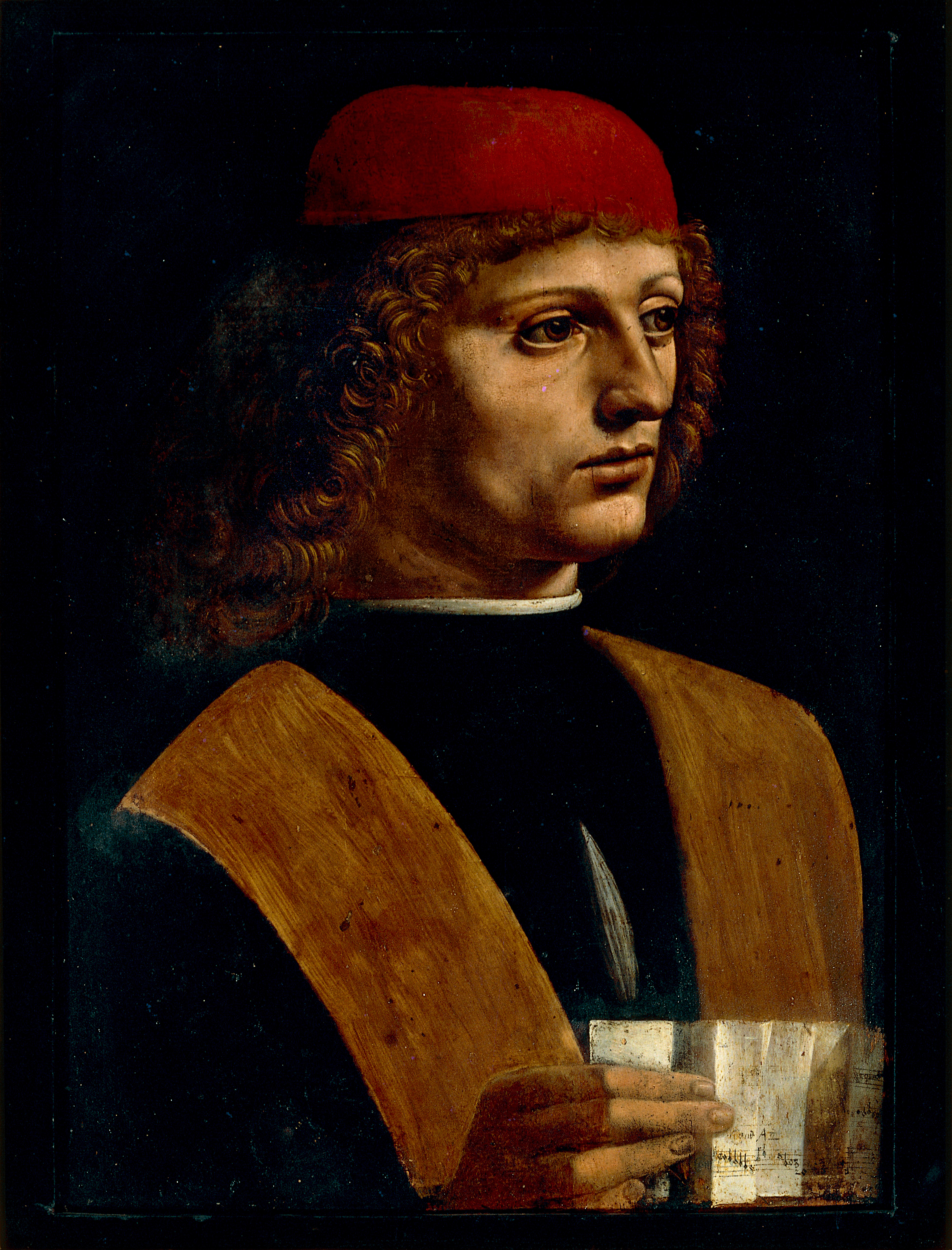
Bildnis eines Musikers (Leonardo da Vinci, ca. 1485–1490)
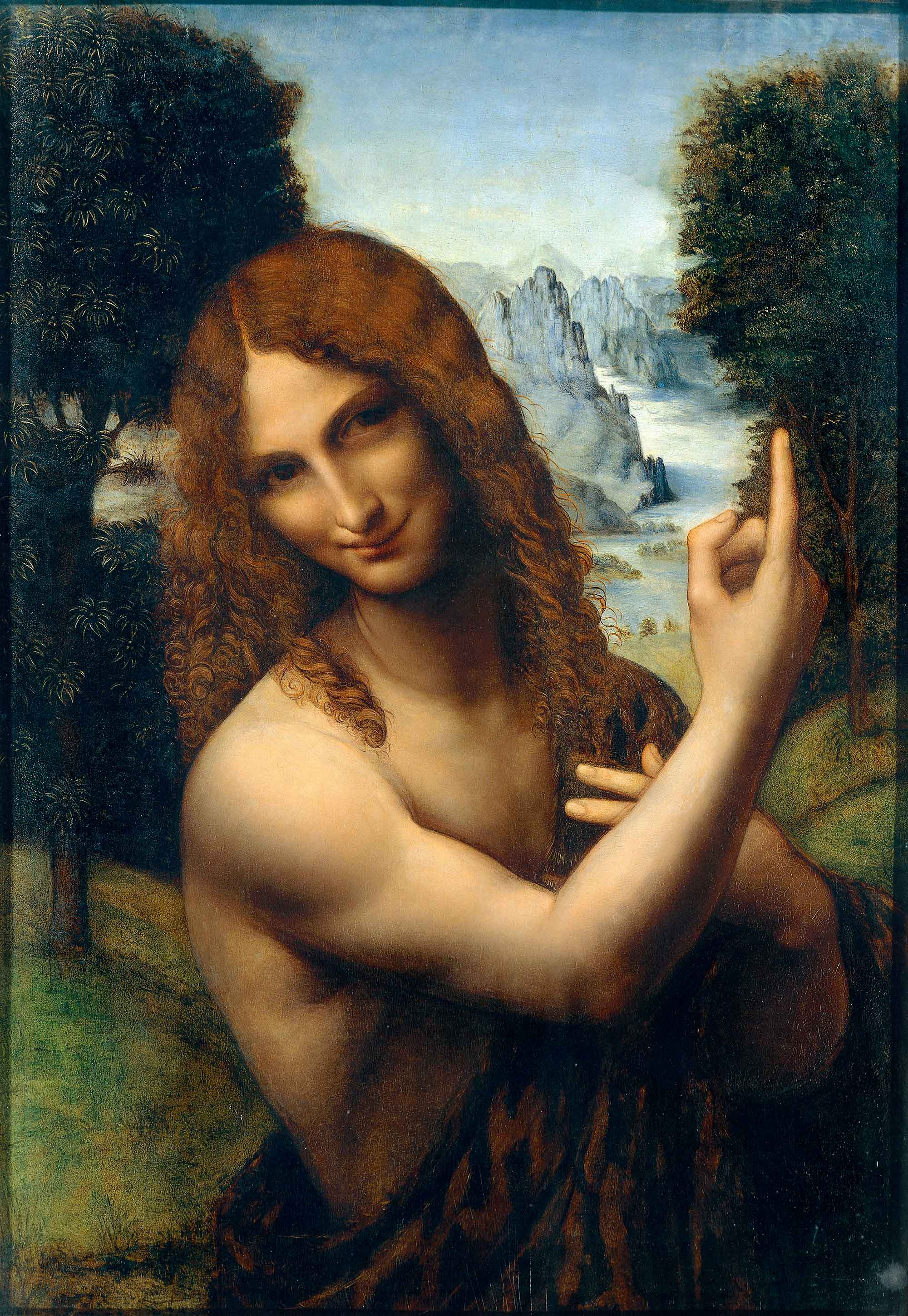
Johannes der Täufer (Gian Giacomo Caprotti, ca. 1510)
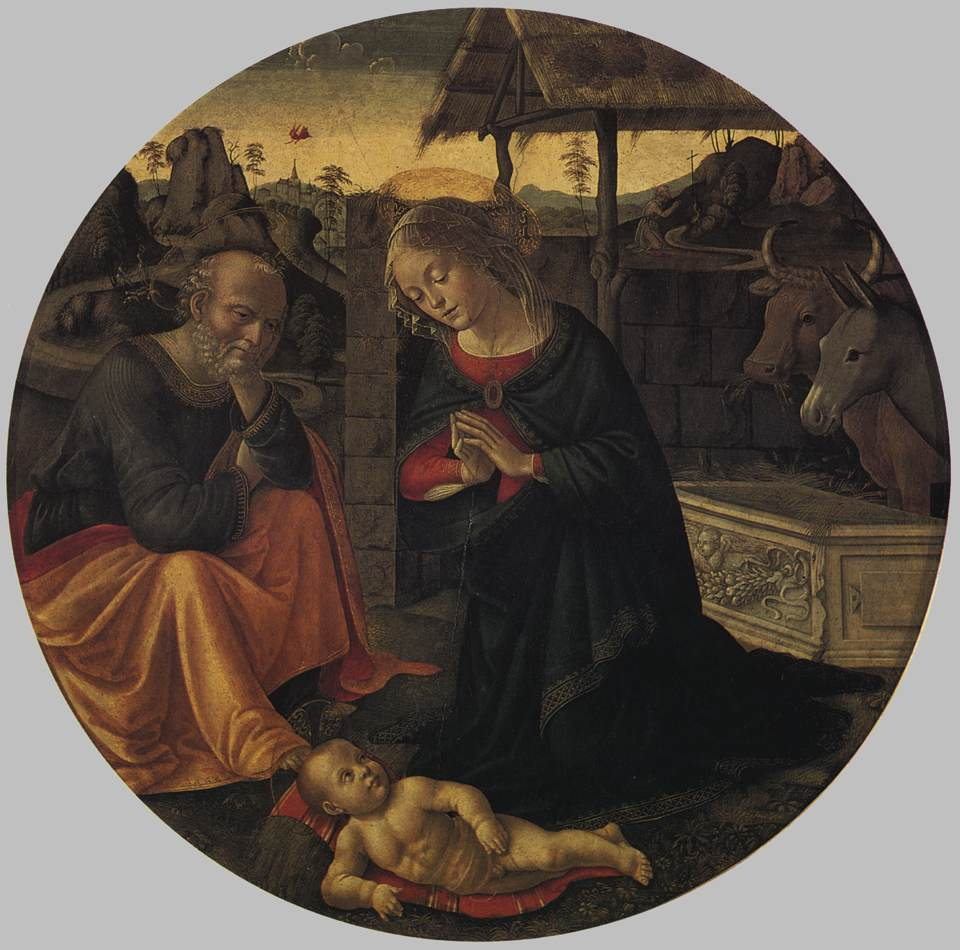
Anbetung des Kindes (Domenico Ghirlandaio, zweite Hälfte des 15. Jahrhunderts)
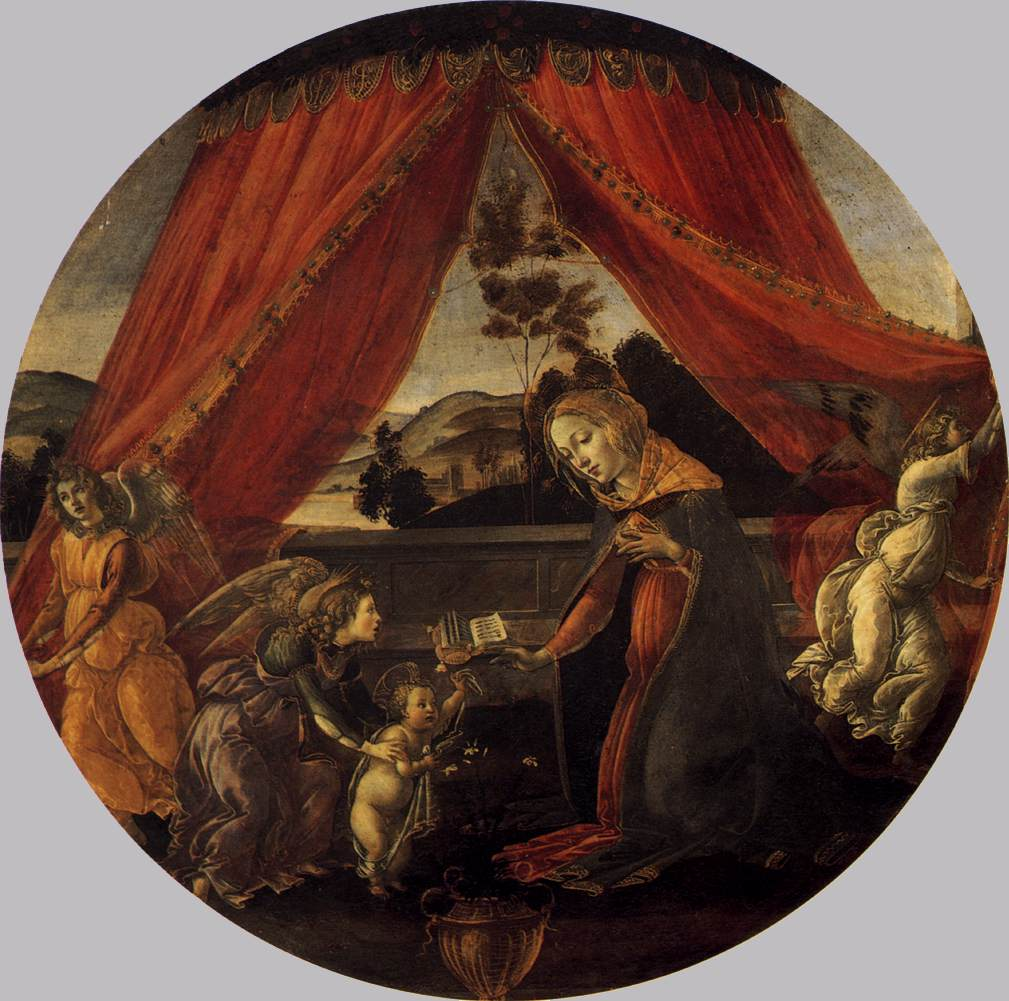
Maria mit Christuskind und drei Engeln (Sandro Botticelli, ca. 1493)
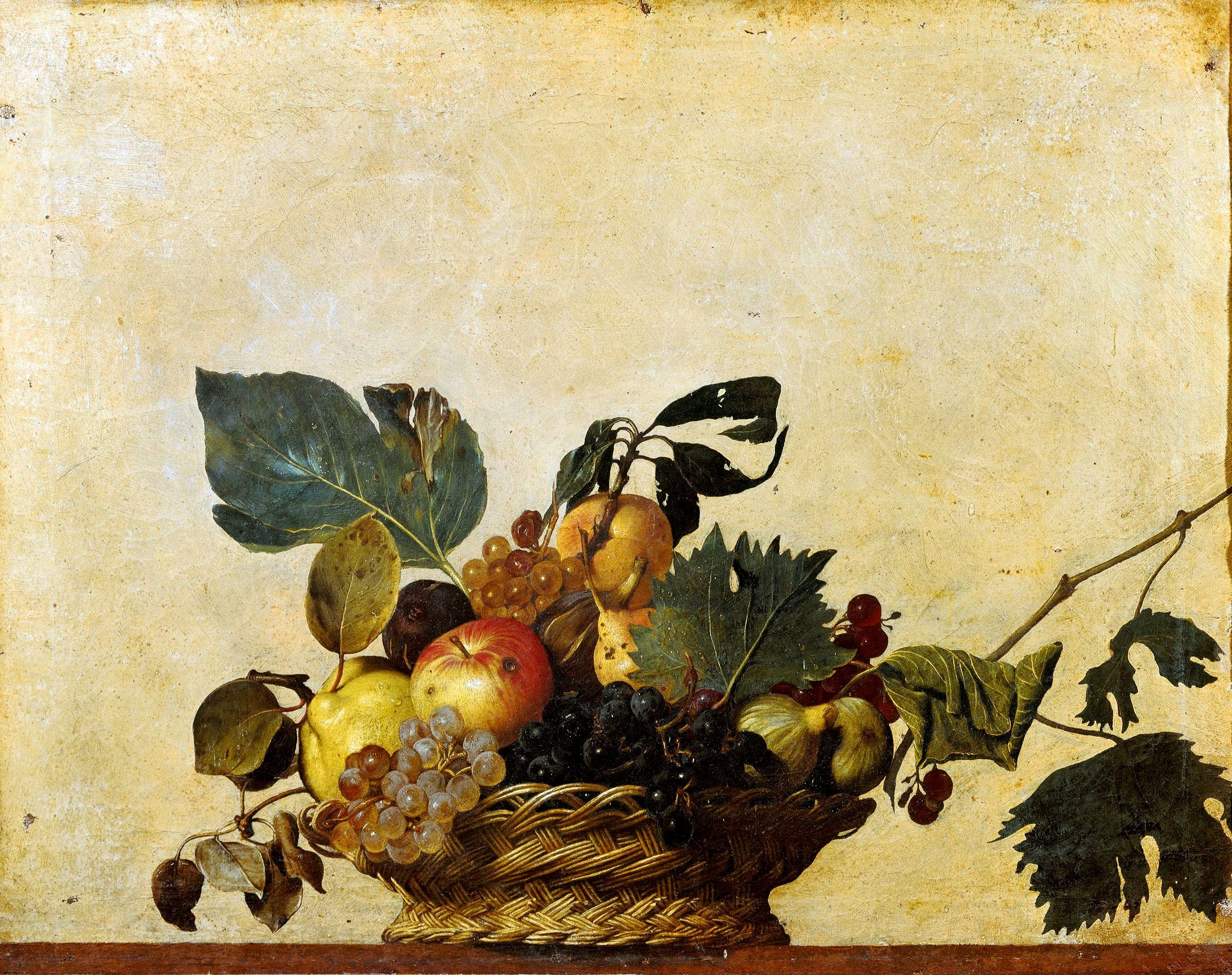
Früchtekorb (Caravaggio, ca. 1599)